# Tere-chol (Uvs núr)
Tere-chol (rusky Торе-Холь, tuvinsky Төре-Хөл, mongolsky Төре-Нуур) je bezodtoké sladkovodní jezero v Uvsunurské kotlině na hranicích Mongolska (Uvský ajmag) a Tuvinské republiky Ruska. Má rozlohu 68,8 km².

## Pobřeží
Pobřeží je nízké a písčité. Ze severozápadu je jezero zasypáváno písky, které tvoří velké masívy na jihozápadě jezera.

## Vodní režim
Vzniklo v důsledku zanesení jednoho z přítoků řeky Tes-chem pohyblivými písky. Skládá se ze dvou částí, které jsou oddělené úzkým průlivem.

## Fauna
V jezeře žijí štiky a osmani (diptychus dybowskii).

## Zajímavosti
Jižní část jezera leží v Mongolsku a hranice s Ruskem běží po výspě, která odděluje severní část jezera.